# Label Distribution Protocol

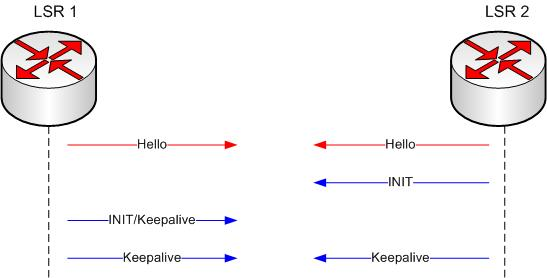
LDP-Struktur

Bei dem Label Distribution Protocol (LDP) handelt es sich um ein Signalisierungsprotokoll für den Verbindungsaufbau über Label Switched Path (LSP) in MPLS-Netzwerken.
Das Protokoll dient dazu, Labels und die dazugehörigen Weiterleitungsklassen zwischen zwei Label Switch Routern (LSR) oder zwischen einem Label Switch Router und einem Label Edge Router (LER) auszuhandeln.
Jeder LSR in einem MPLS-Netzwerk sendet periodisch "Hallo"-Pakete über UDP-Port 646 als Broadcast-Meldungen an alle Router im selben Subnetz, um sich selbst im Netz bekannt zu machen.
Zwischen sich kennenden LSRs werden LDP-Sitzungen zur bidirektionalen Kommunikation über TCP Port 646 aufgebaut, um die MPLS Labels auszutauschen und die jeweilige Weiterleitungsklasse des anderen Routers kennenzulernen.
LDP ist skalierbar und kann einfach erweitert werden.
Das Protokoll ist von der IETF standardisiert und wurde erstmals in RFC 3036 veröffentlicht. Die aktuelle Spezifikation findet sich in RFC 5036.